# Municipio de Union (condado de Lebanon)
El municipio de Union  (en inglés: Union Township) es un municipio ubicado en el condado de Lebanon en el estado estadounidense de Pensilvania. En el año 2000 tenía una población de 2.590 habitantes y una densidad poblacional de 33.4 personas por km².

## Geografía
El municipio de Union se encuentra ubicado en las coordenadas 40°25′00″N 76°29′49″O / 40.41667, -76.49694.

## Demografía
Según la Oficina del Censo en 2000 los ingresos medios por hogar en la localidad eran de $42,669 y los ingresos medios por familia eran $51,157. Los hombres tenían unos ingresos medios de $34,758 frente a los $23,125 para las mujeres. La renta per cápita para la localidad era de $19,896. Alrededor del 6,5% de la población estaban por debajo del umbral de pobreza.